# Woubrechtegem
Woubrechtegem est une section de la commune belge de Herzele dans le Denderstreek sur le Molenbeek-Ter Erpenbeek située en Région flamande dans la province de Flandre-Orientale. C'était une commune à part entière avant la fusion des communes de 1977.
Le point culminant de la section est à 82 mètres. Le village a appartenu un moment à l’abbaye de Lobbes.

## Démographie

### Évolution démographique
- Sources : INS, Rem. : 1831 jusqu'en 1970 = recensements, 1976 = nombre d'habitants au 31 décembre[2].

## Personnalités locales
- Constant Duvillers (1803-1885), curé à partir de 1854.
- Gasparo Pagani (1796-1855), mathématicien italien et professeur aux universités de Liège et de Louvain.